# Unije
Unije is een eiland in Kroatië. Het eiland maakt deel uit van het Cres-Lošinj archipel en ligt in het noordelijke gedeelte van de Adriatische Zee. Het is het op twee na grootste eiland van de archipel. Unije is 17 km² groot en heeft vele baaien en stranden. Unije heeft een kust die opgaat in lage heuvels en deze zijn bedekt met mediterrane macchia- en olijfbomen.
Het enige dorp op het eiland heeft dezelfde naam las het eiland. Het is een typisch vissers- en boerendorp met 280 huizen. De huizen zijn gebouwd op een zwakke helling aan de westkant van het eiland. Aangezien de haven open is, biedt deze geen goede bescherming tegen stormen, er komen voornamelijk uit het westen en noordwesten namelijk harde stormen. Als het weer te erg wordt moeten de kleine vissersboten en plezierboten uit het water gehaald worden en moeten grotere boten aan de oostkant van het eiland in een van de beschutte baaien aangelegd worden.
Er wonen gewoonlijk 85 mensen op Unije; maar in het toeristenseizoen groeit dit aantal uit tot 400.